# Ранетки (телесериал)
«Ране́тки» — российский телесериал, главными героинями которого являются участницы группы «Ранетки». Сериал начал сниматься в феврале 2008 года, премьера состоялась 17 марта 2008 года на телеканале СТС. Производство кинокомпании «КостаФильм».
Первые пять сезонов были выпущены на канале СТС в период с 2008 по 2010 годы, шестой сезон был выпущен в 2014 году на канале СТС Love.

## Создание
Генеральный продюсер СТС Вячеслав Муругов заявлял, что российская публика жаждет новых оригинальных идей о жизни наших соотечественников. Поиск тем привёл его и президента СТС Александра Роднянского к идеям сериалов «Кадетство», «Папины дочки», а также «Ранетки».
Идея сериала возникла после знакомства Вячеслава Муругова с участницами тогда ещё малоизвестной группы «Ранетки» (Муругов взял несколько их песен для саундтрека «Кадетства»). Сюжет сериала отчасти автобиографичен и знакомит зрителей с творчеством группы.

## Сюжет

### Первый сезон
Рассказ ведётся от лица Ани Прокопьевой, ученицы 10 класса, недавно приехавшей из Екатеринбурга в Москву. Девушка приходит в новый класс, где её вначале совсем не замечают. Она влюбляется в скейтера Антона, на которого претендуют практически все девушки школы. Параллельно с этим директор школы дает задание физруку — собрать музыкальную группу. После долгих поисков музыкантов среди парней получается так, что образовалась девичья группа из пяти разных девчонок — яркая Лера, застенчивая Наташа, спортивная Лена, отличница Женя и новенькая Аня. Во втором сезоне Антон покидает школу и уезжает учиться в кадетское училище.

### Второй сезон
Во втором сезоне сериала создатели решили отойти от дневниковых записей и от рассказчика в лице Ани Прокопьевой. Дневник больше не используется сценаристами для расшифровки чувств главной героини. Теперь все «Ранетки» находятся на «равных» условиях и никаких главных ролей в их коллективе нет. По ходу сериала возникают различные сюжетные линии, связанные с разными персонажами. Неприятности в семьях «Ранеток» и сотрудников школы сменяются радостями и счастливым разрешением обстоятельств. В ходе второго сезона сценаристы использовали почти все приемы сериала. Так в одной из серий Наташа Липатова и её мама оказались похищенными бандитами, которые до этого терроризировали Лену Кулёмину и заставляли играть на боях без правил, зарабатывая на этом большие деньги.

### Третий сезон
В третьем сезоне рассказывается о втором полугодии, приходе в коллектив новой ранетки Нюты, девочки из интерната, впоследствии удочерённой Борзовой и Шинским. Аня расстаётся с Белутой и принимает его новые отношения с Нютой. Лера возвращается из Англии. Впереди экзамены и выпускной, «Ранетки» прощаются со школой, а впереди у них совершенно новая жизнь, ведь они стали студентками Снегинки.

### Четвёртый сезон
Четвёртый сезон сериала встретил поклонников отсутствием половины второстепенных персонажей, которые так или иначе были связаны с «Ранетками». Школа, которую весной окончили девочки, превратилась в филиал музыкального училища имени Снегиных. В новый музыкальный класс были зачислены ученики из разных городов России. Дочка бизнесмена из Санкт-Петербурга, деревенская девушка, девочка из неблагополучной семьи, победительница конкурса красоты и прочие. «Ранетки» всем составом поступили в музыкальное училище имени Снегина. Савченко открывает музыкальный класс. Лера преподаёт вокал. Калерия стала заместителем директора, а Маргарита (преподаватель сольфеджио) стала завучем по музыкальной части. Савченко увольняет Калерию, и она отравляется газом, но её спасает Милославский. Романовский увозит её в больницу. Лена остаётся жить со Степновым. Лера отказывается от Миши в пользу Гуцула.

### Пятый сезон
О «Ранетках» в этом сезоне не упоминается, лишь в первом и пятнадцатом эпизодах (частично). При этом в сериале появляются новые герои — участники рэгги-поп-бэнда «Балабама» (также реально существующая музыкальная группа). На экран возвращается Полина Зеленова. Гуцул отказывается от Леры в пользу Полины. Полина устраивается на работу официанткой в кафе и становится коллегой Нади. Надя встречается с Глебом, но вскоре они расстаются. В школу возвращается Калерия. Лера уезжает в Питер.

### Шестой сезон
«Ранетки» не участвуют в сериале. Сюжет рассказывает о группе «Балабама», у которой появляется продюсер. У Калерии напряжённые отношения с Юрием Романовским. Жанна уезжает, но возвращается. Папа Леры приезжает из Питера. Музыкальный класс празднует выпускной.

## Основные персонажи
- Анна Михайловна Прокопьева (Анна Руднева) — дочь Ирины и Михаила Прокопьевых, подруга четырёх «Ранеток». Аня — ритм-гитаристка, девушка впечатлительная, понимающая, романтичная и мягкая. В первом сезоне очень переживает из-за разрыва своих родителей. Влюблена в первом сезоне в Антона Маркина, позже — в Матвея, в третьем встречается со Стёпой Белутой, но видя, что он любит Нюту Морозову, уступает ему.
- Валерия Андреевна Новикова (Валерия Козлова) — дочь Андрея Новикова, племянница Любови Гущиной, двоюродная сестра Нади Гущиной, подруга четырёх «Ранеток». Лера — девушка с крутым нравом, постоянно ищущая приключений. Влюбчивая, обаятельная, уверенная в себе, весёлая, также Лера бывает легкомыслена и прямолинейна. Неисправимая оптимистка, ударница и солистка группы «Ранетки», некоторое время учится музыкальному искусству в Англии, но затем возвращается обратно. Позже стала учительницей по вокалу в её переформировавшейся школе. Сильно изменилась и поубавила свой пылкий нрав.
- Елена Никитична Кулёмина (Елена Третьякова) — дочь Веры и Никиты Кулёминых, лучшая подруга Леры Новиковой, подруга Наташи Липатовой и двух «Ранеток». Лена — рассудительная, серьёзная и ответственная девушка, спортсменка. Живёт с дедушкой Петром Никаноровичем Кулёминым, так как родители работают и живут в Нигерии. У Лены непростые отношения с учителем физкультуры Виктором Степновым, но они преодолевают трудности и уже в третьем сезоне официально встречаются.
- Евгения Владимировна Алёхина (Евгения Огурцова) — дочь Елизаветы и Владимира Алёхиных, лучшая подруга Ани Прокопьевой, подруга четырёх «Ранеток». Женя — клавишница группы, отличница, умная, покладистая и прилежная девушка, однако часто «бунтует». В третьем сезоне конфликтует с родителями из-за того, что они против её поступления в музыкальное училище имени Снегина, однако потом мирится с ними. Поступает сразу на 2 факультета.
- Наталья Борисовна (Бобовна) Липатова (Наталья Мильниченко) — дочь Ольги Липатовой и Бориса Лагуткина, подруга детства Леры Новиковой, подруга Лены Кулёминой, Подруга и враг Ани Прокопьевой. Наташа — соло-гитаристка группы, в сериале имеет достаточно непростой характер, категорична, эмоциональна, иногда бывает эгоистичной, но в душе является ранимой девушкой. В начале сериала влюблена в друга детства Антона Маркина (Артур Сопельник), из-за чего часто конфликтует с Аней Прокопьевой, тоже в него влюблённой. Затем она знакомится с художником Юрой, в которого также влюбляется. Далее она узнаёт, что Юра болен СПИДом. Узнав о его смерти, Наташа теряет дар речи, но после вновь его обретает. Когда же выяснилось, что Юра жив и у него другая девушка, Наташа поступает удивительно мудро — остаётся его подругой и желает им счастья. Увлекается фотографией, в 4 сезоне открывает свою выставку.
- Нюта (Анна) Владимировна-Викторовна Шинская (Морозова) (Анна Байдавлетова) — девочка из детского дома, добрая, целеустремлённая, упорная, застенчивая. Сначала фанатка группы «Ранетки», позже научилась играть на ударных и заняла место уехавшей Леры. Из-за этого её часто избивали ребята из детского дома. Затем Нюту удочерили Людмила Борзова и Виктор Шинский, и она вместе с остальными «Ранетками» поступила в музыкальное училище имени Снегина. Ждёт Белуту из тюрьмы.

## «Ранетки» в сериале
По задумке, героинями сериала являются девушки из реальной поп-рок-группы «Ранетки». Имена и музыкальные инструменты, на которых играют девушки, соответствуют реальным.
- Аня — ритм-гитара, вокал, стихи к песням
- Наташа — соло-гитара, музыка к песням
- Нюта — перкуссия, ударные (ранее это делала Лера)
- Лена — бас-гитара,вокал, автор текста песен «Я уйду» и «Лети Лети»
- Женя — клавишные, вокал, автор текста песни «Наслаждайся»

В ноябре 2008 года группу «Ранетки» покидает солистка Лера Козлова. В декабре в состав группы была включена новая участница Нюта Байдавлетова. В феврале 2009 года PR-служба СТС распространила новость о том, что новая участница группы Нюта также начала сниматься в сериале.
Несмотря на то, что Лера Козлова начала сольную карьеру без группы «Ранетки», она продолжила сниматься в сериале.

## Остальные персонажи

### Школа

#### Учащиеся школы / молодёжь
- Антон Маркин — Артур Сопельник — сын Светланы Маркиной, брат Агаши Маркиной, бывший парень Ани Прокопьевой, лучший друг Игоря Гуцулова. Антон любил кататься на скейте, но повредил ногу. Живёт с мамой и младшей сестрёнкой. Позже покинул школу, где учились Ранетки, для поступления в мореходное училище.
- Станислав Комаров — Стас Шмелёв — Бывший парень Леры Новиковой и Нади Гущиной. Стас хорошо учится, любит читать рэп. В 4 сезоне уезжает учиться в Англию.
- Игорь «Гуцул» Гуцулов — Дмитрий Тихонов. Лидер и основатель группы «Балабама». Лучший друг Антона Маркина. Игорь сначала встречался с Леной Кулёминой, затем с Полиной Зеленовой, потом с Лерой Новиковой, затем снова убежал к Полине. В итоге остался с Жанной Рябоконевой.
- Полина Зеленова — Янина Студилина. Бывшая фотомодель, бывшая девушка Игоря Гуцулова, лучшая подруга сначала Риты Лужиной, потом Оли Лебедевой, враг и соперница Леной Кулёминой, одноклассница и враг Ани Прокопьевой, Жени Алёхиной и двух девочек из «Ранеток». Полина работала в кафе Виктора Шинского. Пыталась закончить жизнь суицидом.
- Маргарита Лужина — Линда Табагари. Девушка Бориса Южина. Рита раньше была лучшей подругой, даже прислугой Полины Зеленовой, но позже перестала с ней общаться. Враг и соперница Жени Алёхиной, враг Ани Прокопьевой. Играет на фортепиано.
- Борис Южин — Арсений Постнов — парень Риты Лужиной.
- Николай Платонов — Артём Лысков. Лучший друг, а в скором времени парень Жени Алёхиной. Любит показывать фокусы. Готовится к поступлению в медицинский вуз.
- Степан Белута — Павел Сердюк. Бывший парень Ани Прокопьевой, парень Ани Морозовой. За избиение мальчика из детского дома, в котором обучалась Нюта, его посадили в тюрьму на 5 лет.
- Михаил Семёнов — Юрий Яковлев. Одноклассник и враг Ани Прокопьевой и Жени Алёхиной, лучший друг Бориса Южина и Степана Белуты.
- Ольга Лебедева — Тамта Лано. Лучшая подруга Полины Зеленовой, враг Леной Кулёминой и Жени Алёхиной, бывшая девушка Стаса Комарова, фотомодель, имеет скверный характер.
- Инесса Стародубцева — Татьяна Науменко. Заучка, любимица Борзовой в 1 сезоне.
- Михаил Юрьевич Кожевников-Романовский — Максим Амельченко. Участник Балабамы. Биологический сын Юрия Романовского, парень Нины Лариной.
- Александр Фёдорович Щукин — Алексей «Хитман» Черномордиков.участник Балабама . парень Галины  Назаровой
- Кира Валентиновна Мишина — Алла Подчуфарова. Дочь Дины и Валентина Мишиных, бывшая девушка Алексея Смирнова, девушка Ромы Громова, лучшая подруга Тони Петровой.
- Алексей Смирнов — Василий Лыкшин. Бывший парень Киры Мишиной.
- Арсений Ратов — Арсений Гурьянов. Перешёл в музыкальный класс из Суворовского училища. Бывший парень Тони Петровой. Барабанщик группы «Балабама».
- Марина Шестакова — Дарья Носик. Дочь Александры и Владимира Шестаковых, сестра Арины Шестаковой, бывшая девушка Романа Громова.
- Арина Шестакова — Екатерина Носик. Дочь Александры и Владимира Шестаковых, сестра Марины Шестаковой, бывшая девушка Вани Черепанова. Арина училась в английской школе, но позже поняла, что хочет учиться с сестрой в музыкальном классе.
- Жанна Рябоконева — Виктория Чернышёва. Девушка Игоря Гуцулова.
- Иван Черепанов — Артём Богучарский. Бывший лучший друг Романа Громова, бывший парень Арины Шестаковой. Ваня — легкомысленый парень. Хочет заработать как можно больше денег, причём не всегда честным путём. Был отправлен в колонию.
- Юлия Миланович — Мария Афанасьева. Дочь состоятельного бизнесмена. Была влюблена в Сашу, из-за чего отец отправил её в Питер.
- Галина Назарова — Анна Куркова. Девушка из деревни на Алтае. Любит петь, особенно в народном стиле.  девушка Александра Щукина
- Роман Громов — Антон Аносов. Бывший лучший друг Ивана Черепанова, бывший парень Марины Шестаковой, парень Киры Мишиной. Рома — «компьютерный гений», увлекается звукозаписью, неплохо играет на бас-гитаре. Родители играют в симфоническом оркестре, часто находятся в разъездах.
- Антонина Юрьевна Петрова — Маргарита Иванова. Дочь Татьяны и Юрия Петровых, сестра Виолетты Петровой, бывшая девушка Арсения Ратов, лучшая подруга Киры Мишиной.

#### Педагогический коллектив
- Николай Павлович Савченко (директор школы, учитель физики с 1 сезона) — Валерий Баринов. Некоторое время работал в министерстве, но вернулся из-за любви к детям. Носит кличку «Шрек».
- Людмила Фёдоровна Борзова-Шинская (завуч, учительница математики (с 1 сезона), мать Октябрины, приёмная мать Нюты) — Елена Борзова. Раньше была строгой учительницей, которая ненавидит рок, но сейчас обычный учитель, с советскими взглядами на жизнь. Увлекается астрологией. Жена Виктора Львовича Шинского.
- Зоя Семёновна Кац-Новикова (учительница биологии 1-3 сезоны, мачеха Леры, жена Андрея Новикова) — Алёна Галлиардт. Занимается репетиторством. Участвовала в школьном Ансамбле «Дички». После 3 сезона уехала с папой Леры в Санкт — Петербург .
- Ирина Ренатовна Каримова (учительница химии 1-3 сезоны) — Ольга Недоводина. Модница. Девушка Игоря Ильича Рассказова. После знакомства с его братом, уехала в Мурманск.
- Игорь Ильич Рассказов (учитель истории 1-3 сезоны) — Александр Стефанцов. Участвовал в школьном ансамбле «Дички». Классный руководитель части ранеток. Кандидат исторических наук. Встречался с Ириной Ренатовной Каримовой, после с Софьей Сергеевной Денисовой. Лучший друг Степнова. В 4 сезоне 10 серии погиб
- Дмитрий Ильич Рассказов (3 сезон) — Александр Стефанцов. Моряк, брат-близнец Игоря Рассказова. Временно заменял его в должности учителя истории, пока брат был в экспедиции. Стал встречаться с Ириной Каримовой.
- Виктор Михайлович Степнов (учитель физкультуры 1-3 сезоны, враг, соперник и друг Игоря Гуцулова, возлюбленный Лены Кулёминой (3-4 сезоны)) — Виталий Абдулов. Был соавтором романа дедушки Лены Кулеминой. Снимался в кино по роману. Уходил из школы после того как ударил Игоря Гуцулова (из-за ревности к Лене), после выпускного «Ранеток». Некоторое время был женихом Светочки.
- Агнесса Юрьевна Круглова (учительница музыки 1-4 сезоны) — Галина Лебедева. Подруга Людмилы Борзовой. Боится, что Савченко уволит её из-за пенсионного возраста. Участвовала в школьном ансамбле «Дички». Всегда помогает «Ранеткам». Астматик, в 4 сезоне уехала лечиться на море.
- Елизавета Матвеевна Копейкина (завуч по воспитательной работе, учительница литературы и русского языка 1-2 сезоны) — Галина Польских. Ушла из школы из-за проблем со здоровьем.
- Калерия Викторовна Разина-Романовская (учительница географии 2, 4, 5-6 сезоны (Последний аккорд), директор расформированной школы (2 сезон), завуч по музыкальной части 4 сезон) — Ольга Спиркина. В 2 и 4 сезонах была строгой карьеристкой, склонной к интригам, но позже изменилась. В пятом сезоне поняла, что карьера — не самое важное в жизни.
- Мирослав Николаевич Милославский (учитель литературы со 2 сезона) — Егор Рыбаков. Пришёл из расформированной школы. Имеет аллергию на алкоголь. Был влюблён в Светочку.
- Виктор Львович Шинский (учитель истории, отец Октябрины, отец Нюты (с 3 сезона)) — Арнис Лицитис. Долгое время жил в США. Считался диссидентом, но после оказался разведчиком. Бывший полковник ГРУ. Преподавал экономическую географию. В 4 сезоне выкупил кафе Алехиных. Хозяйн заведения кафе (4-6 сезоны).
- Виктория Дмитриевна Шубина (учительница физкультуры, мать Белуты, враг Ани Прокопьевой 3 сезон) — Светлана Свибильская.
- София Сергеевна Денисова (учительница химии 3-4 сезоны) — Екатерина Астахова. Принадлежит древнему роду алхимиков.
- Маргарита Дмитриевна Чернявская (учительница сольфеджио в 4 сезоне, завуч по музыкальной части с 5 сезона) — Екатерина Конисевич. Соперничала с Наденькой на звание девушки и жены Глеба.
- Глеб Сергеевич Зайцев (учитель музыкального класса с 4 сезона) — Андрей Самойлов.
- Евгений Валентинович Марков (учитель химии с 4 сезона) — Максим Радугин. Когда-то преподавал в школе, где Калерия была директором. Классный руководитель музыкального класса.
- Валерия Андреевна Новикова (как учительница музыкального класса в 4-5 сезонах) — Валерия Козлова. Год отучилась в Англии по классу вокала.
- Заур Нахапетович Вартанян (учитель физкультуры 6 сезон (Последний аккорд)) — Сергей Погосян.
- Юлия Юрьевна (учитель музыкального класса по вокалу 6 сезон (Последний аккорд)) — Тамила Грищенко.

#### Работники школы
- Яна Ивановна Малахова (1 — 2 сезоны) , психолог — Ирина Томская.
- Светлана Михайловна Уткина (Светочка), библиотекарша — Анна Марлиони — Пробовала себя в качестве Эмо и гламура. Была влюблена в Виктора Степнова, позже — в Мирослава Милославского. В итоге поняла, что любит папу Киры Мишиной — Валентина Мишина — и осталась с ним.
- Елена Петровна Сорокина, заведующая хозяйственной частью — Ольга Прохватыло. Жена Петра Степановича.
- Пётр Степанович, охранник — Сергей Стёпин — Любит разгадывать кроссворды и вкусно поесть.
- Тётя Лида, уборщица — Галина Стаханова — Когда-то служила поваром на военной базе. Чемпионка среди сотрудников по держанию швабры на указательном пальце.

### Родители / Родственники / Взрослые
- Михаил Алексеевич Прокопьев, муж Ирины Прокопьевой, отец Ани Прокопьевой — Евгений Редько, талантливый архитектор.
- Ирина Петровна Прокопьева, жена Михаила Прокопьева, мать Ани Прокопьевой — Ирина Чериченко, архитектор, в 3 сезоне пытается забеременеть, в 4 уезжает в Швейцарию.
- Ольга Сергеевна Липатова, мать Наташи Липатовой — Елена Мольченко, организовывает концерты.
- Андрей Васильевич Новиков, отец Леры Новиковой — Вадим Андреев, подполковник, полковник милиции во 2 сезоне получил повышение на погонах. В 4 сезоне уезжает в Санкт-Петербург в связи с повышением.
- Пётр Никанорович Кулёмин (дедушка Лены Кулёминой, отец Никиты Кулёмина, свёкор Веры Кулёминой) — Михаил Чигарев, писатель- фантаст.
- Елизавета Петровна Алёхина, жена Владимира Алёхина, мать Жени Алёхиной — Наталья Третьякова. Беременна в 3 сезоне. Хозяйка кафе (3 сезон).
- Владимир Петрович Алёхин, муж Елизаветы Алёхиной, отец Жени Алёхиной — Александр Никулин, занимает руководящие должности. В 2 сезоне подставили, некоторое время находился в тюрьме. После очень сильно изменился. Отказался от переезда в США ради семьи. Официант кафе (3 сезон).
- Вера Кулёмина, жена Никиты Кулёмина, мать Лены Кулёминой, невестка Петра Кулёмина — Антонина Венедиктова
- Никита Петрович Кулёмин, муж Веры Кулёминой, отец Лены Кулёминой — Сергей Бездушный
- Светлана Маркина, мать Антона и Агаши Маркиных — Нина Персиянинова
- Агаша Маркина (дочь Светланы Маркиной, сестра Антона Маркина) — Полина Лунегова
- Эмилия Карповна Зеленова (бабушка Полины Зеленовой) — Людмила Дребнёва, музыкальный продюсер.
- Борис Николаевич Лагуткин (отец Наташи Липатовой) — Юрий Коренев, Боб Кантер, известный музыкант, узнал о дочери в середине 1 сезона, после чего вернулся в семью.
- Октябрина Викторовна Шинская-Суханова (дочь Людмилы Борзовой и Виктора Шинского, жена Артёма Суханова) — Анастасия Шеховцова, долгое время не общалась с матерью. Закончила Снегинку, играла в рок — группе. Уехала в США с мужем, там же родила ребёнка.
- Артём Витальевич Суханов (муж Октябрины Шинской-Сухановой) — Сергей Комаров, бизнесмен, закрыл бизнес в России и переехал в США.
- Надежда Гущина (дочь Любови Гущиной, двоюродная сестра Леры Новиковой, соперница Жени Алёхиной) — Виктория Алашеева, приехала из Сызрани поступать в медицинский. Работала в кафе официанткой.
- Любовь Кирилловна Гущина (мать Нади Гущиной, тётя Леры Новиковой, знакомая и враг Зои Семёновной, повар в школе) — Наталья Унгард, аферистка, скандалистка.
- Павел Жданов (бывший инспектор ГАИ, бывший парень Любови Гущиной) — Олег Комаров, уволен из-за вымогательства взятки.
- Василий Александрович Белута (отец Степана Белуты) — Алексей Огурцов, автомеханик, жил в Твери, не знал о сыне.
- Мать Нюты Морозовой (биологическая) — Юлия Полынская
- Лидия Семёновна, мать Михаила Семёнова — Светлана Чернова
- Валентин Григорьевич Мишин, муж и бывший муж Дины Мишиной, отец Киры Мишиной — Владимир Виноградов
- Дина Игоревна Мишина-Соболевская, жена и бывшая жена Валентина Мишина, мать Киры Мишиной — Галина Шевякова
- Илья Григорьевич Зеленов, отец Полины Зеленовой, враг и союзник Игоря Гуцулова — Дмитрий Готсдинер
- Романовский Юрий Аркадьевич (директор Снегинки)(муж Калерии Разиной, отец Миши Кожевникова) — Дмитрий Ячевский, взял «Ранеток» в училище
- Татьяна Петрова, мать Виолетты и Тони Петровых — Галина Петрова
- Виолетта Петрова (дочь Татьяны и Юрия Петровых, сестра Тони Петровой, жена Валерия) — Ольга Зиньковская
- Юрий Алексеевич Петров (отец Виолетты и Тони Петровых) — Вячеслав Баранов
- мать Вани Черепанова — Ольга Демидова
- Владимир Шестаков (врач, муж и бывший муж Александры Шестаковой, отец Арины и Марины Шестаковых, любовник Инны) — Георгий Мартиросян
- Александра Марковна Шестакова (переводчица, жена и бывшая жена Владимира Шестакова, мать Арины и Марины Шестаковых) — Ирина Сенотова
- Фёдор Щукин, отец Саши Щукина — Виктор Супрун
- Михаил Миланович, бизнесмен, отец Юли Миланович — Андрей Андреев
- Анатолий Фёдорович Черепанов, Отец Ромы Громова — Владислав Сыч
- Мать Ромы Громова — Марина Куделинская
- Мать Арсения и Оли Ратовых — Мария Ситко
- Ольга, сестра Арсения Ратова — Анастасия Удальцова
- Екатерина Кожевникова, мать Михаила Кожевникова — Наталья Масич
- Оксана Мироновна Ларина, жена Алексея Ларина, мать Нины Лариной, продюсер «Балабамы» — Марина Блейк.
- Алексей Ларин, муж Оксаны Лариной, отец Нины Лариной — Егор Баринов.
- Мира Юрьевна Маркелова, крёстная Алексея Ларина, «авторитетная» женщина — Ольга Науменко.
- Егор Зайцев, юрист, брат Глеба Зайцева — Алексей Самойлов.

### Прочие персонажи
- Машков (авторитет) — Михаил Колядин
- Лёха (милиционер-стажёр) — Игорь Гудеев
- Елизавета Федотова (парикмахер, бывшая любовница Михаила Прокопьева) — Анастасия Калманович
- Егор — Константин Третьяков
- Дина — Вероника Иващенко
- Руководительница секты «Радуга» — Елена Ласкавая
- Маша («Палящее солнце») — Елена Антипова
- Роман Галицкий (поэт) — Александр Шатохин
- Василий Быков (Бизон) (бывший парень Леры Новиковой) — Евгений Власенко
- директор магазина — Ирина Знаменщикова
- Антонина Григорьевна (директор детского дома) — Татьяна Косач-Брындина
- Василий Данилович (сосед и друг Петра Кулёмина) — Алексей Михайлов
- Делец Иван — Виталий Кудрявцев
- Делец № 2 — Ростислав Королькевич
- Русланчик — Антон Эльдаров
- продюсер певицы Евы — Андрей Лебедев
- Максим — Юрий Квятковский
- Тамара (ясновидящая) — Зинаида Матросова (119)
- Ева Евардарская (певица) — Лада Марис
- Толик Толисярский (звукорежиссёр) — Александр Спиридонов
- мать девочки, которую спасли песни Ранеток — Ольга Мюнхаузен
- Вадим (репетитор по английскому языку Жени Алёхиной)— Виталий Кузьмин
- Матвей (друг Юры, парень Ани) — Нил Кропалов
- Юра (лучший друг Матвея, бывший парень Наташи Липатовой) — Митя Горевой
- администратор в парикмахерской — Ирина Померанцева
- Кристина — Ксения Баскакова
- Константин (фотограф) — Иван Литвиненко
- Василий (звукорежиссёр Ранеток) — Роман Лазарев
- Дмитрий Геннадьевич (продюсер Ранеток, дядя Васи) — Вадим Медведев
- Светлана (девушка Михаила Кожевникова) — Екатерина Лукашова
- Александр Филиппович Соболевский (олигарх, любовник, невеста и жена Дины Мишиной-Соболевской) — Андрей Заводюк
- Артур (сосед Киры Мишина) — Александр Давыдов
- Степан Богданович Калашников (следователь, старший оперуполномоченый уголовного розыска, майор милиции) — Вадим Пожарский
- Вольдемар (аферист-мошенник) — Владимир Малков
- Тамара (аферистка, сообщница Вольдемара) — Татьяна Аугшкап
- Митрич (медвежатник) — Алексей Гущин
- Санёк (бандит) — Олег Каменщиков
- Валерий (бизнесмен, муж Виолетты Петровой) — Юрий Горбач
- Инна (любовница Владимира Шестакова) — Валерия Забегаева
- Варвара Никитична (мама Мирослава Милославского, учителя литературы) — Елена Мельникова
- Константин (друг Леры Новиковой) — Максим Житник
- Марина (секретарша Оксаны Лариной) — Ирина Баринова
- Нина Ларина (дочь Оксаны и Алексея Лариных, девушка Михаила Кожевникова, лучшая подруга Алёны) — Татьяна Казючиц
- Алёна (лучшая подруга Нины Лариной) — Юлия Маргулис
- Изабелла — Ольга Хохлова
- Филипп Осокин (бывший парень Жанной Рябоконевой) — Анатолий Завьялов
- Зоя — Оксана Дорохина
- Анастасия Кочеткова (девушка Арсения Ратова) — Анастасия Кочеткова.

## Сезоны
17 марта 2008 года на телеканале СТС начался первый сезон сериала. В эту трансляцию вошли 20 серий и фильм о съёмках, в котором рассказывалось о первом актёрском опыте «Ранеток», об актёрах сериала, о курьёзных случаях на площадке, о том, как всё начиналось и о том, что ждёт зрителей в продолжении.
За время летнего периода было отснято продолжение сериала, и 1 сентября 2008 года состоялась премьера 2-го сезона, включавшего в себя 80 серий (серии 21—100).
В феврале 2009 года начали снимать 3-й сезон сериала. С 18 марта по 19 июня 2009 он транслировался на СТС. Всего вышло 65 серий (серии 101—165).
31 августа 2009 года состоялась премьера четвёртого сезона. 13 ноября 2009 года показали заключительную, 55-ю серию 4-го сезона (220-ю серию).
1—4 сезоны сериала имели высокие рейтинги на канале СТС.
28 июня 2010 года на СТС начался показ пятого сезона (серии 221—260). Однако новые серии не собрали нужных рейтингов, и показ сериала был перенесён с 21:00 на 16:30.
6 сезон (серии 261—340) на СТС показан не был (он вышел только в 2014 году на телеканале СТС Love).
| Сезон | Сезон | Эпизоды | Период трансляции               |
| ----- | ----- | ------- | ------------------------------- |
|       | 1     | 20      | 17 марта — 17 апреля 2008       |
|       | 2     | 80      | 1 сентября 2008 — 17 марта 2009 |
|       | 3     | 65      | 18 марта — 19 июня 2009         |
|       | 4     | 55      | 31 августа — 13 ноября 2009     |
|       | 5     | 40      | 28 июня — 30 сентября 2010      |
|       | 6     | 80      | 15 февраля — 9 июня 2014        |

## Съёмочная группа
| Продюсеры - Александр Роднянский - Вячеслав Муругов - Константин Кикичев - Игорь Шаров | Режиссёры - Сергей Арланов - Валентин Козловский - Карен Захаров - Олег Смольников - Андрей Головков | Сценаристы - Татьяна Донская - Ольга Шевченко - Наталья Назарова - Валентина Тиводар - Игорь Шаров - Мария Крашенинникова - Алёна Головаш - Елена Медведева - Светлана Нестерова | Операторы - Андрей Баранов - Максим Белоусов - Вячеслав Сотников | Композиторы - Сергей Мильниченко - «Ранетки» - Андрей Губин | Художники - Сергей Бржестовский - Виталий Трофимов |

## Награды
Музыкальная композиция «Ангелы», написанная группой для сериала и звучащая в его заставке, получила премию «Муз-ТВ» (2009) в номинации «Лучший саундтрек».

## Реклама
В сериале используется вирусный маркетинг и «продакт-плейсмент» — рекламируются тампоны o.b., кремы Nivea, телефоны Nokia Express Music.